# Casas de Lázaro
Casas de Lázaro – gmina w Hiszpanii, w prowincji Albacete, w Kastylii-La Mancha, o powierzchni 112,32 km². W 2011 roku gmina liczyła 446 mieszkańców.